# Plectrohyla hazelae
Plectrohyla hazelae är en groddjursart som först beskrevs av Taylor 1940.  Plectrohyla hazelae ingår i släktet Plectrohyla och familjen lövgrodor. IUCN kategoriserar arten globalt som akut hotad. Inga underarter finns listade i Catalogue of Life.